# TradeVille
TradeVille este o companie de brokeraj din România, înființată în anul 1994. În anul 1999, compania a lansat primul serviciu de tranzacționare online pe piața românească de capital.
TradeVille este brokerul de retail #1 în Romania.
TradeVille este pionier al pieței de capital din România. TradeVille clasifică proprii clienți în conformitate cu prevederile Directivei CE privind piețele de instrumente financiare (MiFID) în 3 categorii: clienți de retail, clienți profesionali, contra parte eligibilă.
TradeVille este lider în tranzacționarea online la bursă. Clienții TradeVille pot efectua tranzacții online la bursele din România și marile piețe internaționale, beneficiind de o gamă complexă de produse financiare: acțiuni, drepturi de preferință, drepturi de alocare, obligațiuni, produse structurate, ETF-uri, fonduri și derivate CFD cu activ suport acțiuni, perechi valutare, indici și mărfuri.

### ETF BET Patria TradeVille - primul ETF din Europa Centrala și de Est
ETF Bet Patria-TradeVille este un fond de tipul ETF (Exchange Traded Fund) care se tranzacționează la Bursa de Valori București și urmărește evoluția indicelui principal al bursei, BET. ETF BET Patria TradeVille cuprinde cele mai lichide companii listate la BVB (fără SIF-uri). Simbol bursier: TVBETETF
ETF BET Patria TradeVille oferă investitorilor expunere pe bursa românească prin replicarea cât mai precisă a performanței indicelui BET. Fondul investește doar în acțiuni din componența indicelui BET și depozite bancare în vederea minimizării erorii de replicare. Simbol bursier: PTENGETF

### ETF Energie Patria-TradeVille[8]
ETF Energie Patria-TradeVille este un fond de investitii listat la Bursa de Valori Bucuresti (BVB) de tip Exchange-Traded Fund (ETF). Fondul se adresează investitorilor care vor să beneficieze de performantele si cresterea actiunilor celor mai importante companii listate la bursa din domeniul energiei si al utilitatilor aferente. TradeVille este market-maker pentru acest etf.

### Platforme de tranzacționare
TradeVille pune la dispoziția clienților o suită de platforme, specifice nevoilor fiecărui investitor.

#### Portal[9]
Este cea mai nouă platformă de tranzacționare dezvoltată de TradeVille, care permite un acces facil și intuitiv la absolut toate informațiile relevante. Este soluția cea mai potrivită pentru o privire rapidă asupra portofoliului și a ultimelor știri apărute. De asemenea, este platforma cea mai potrivită pentru investitorii începători.

#### MyTradeVille[10]
Este cea mai complexă platformă de tranzacționare oferită de către TradeVille. Accesul este pus în special pe funcționalități și pe personalizare. Platforma este extrem de configurabilă, astfel încât fiecare client TradeVille poate să își configureze un layout potrivit cu nevoile avute. Este platforma cea mai potrivită pentru investitorii experimentați.

#### Varianta clasică[11]
Este o platformă de investiții ușor de utilizat. Acces la acțiuni, ETF-uri, obligațiuni. Clienții au acces să vizualizeze o defalcare consolidată a expunerii pe clase de active, sectoare, țări și valute. De asemenea, să își creeze statistici avansate de randament și istoricul tranzacțiilor și investițiilor.

#### Aplicația mobilă TradeVille[12]
În aplicația mobilă sunt prezente două interfețe separate. Una dintre acestea este simplistă, în care sunt sumarizate cele mai importante informații, și cu un accent pus pe partea grafică. Însă, pentru investitorii experimentați există și o variantă extinsă, în care există mai multe funcționalități.
Apple App Store
Google Play Store

### Premii și istoric TradeVille[15]
2024 - Premiul pentru Best SMALL Support Contact Center în 2024.
2023 - Premiul pentru Brokerul anului pe Piața AeRO, pe segmentul de acțiuni în 2023.
2023 - Premiul pentru “Excelență în Piața de Capital din România” în 2023.
2021 - Premiul pentru Intermediarul companiilor antreprenoriale pe piața AeRO în 2021.
2020 - Premiul pentru Cel mai activ intermediar pe piața primară a pieței AeRO a BVB în 2019.
2020 - Premiul pentru inovație în industria de brokeraj în 2019.
2020 - Premiul pentru Participantul anului 2019 pe segmentul de retail.
2019 - Premiul pentru Cel mai Activ Broker de Retail al Anului 2018, acordat de BVB cu ocazia Galei de Inaugurare a Anului Bursier 2019.
2017 - Premiul special pentru educație financiară nebancară - Școala de Investitori, oferit de Autoritatea de Supraveghere Financiara în cadrul Galei Premiilor Edu Fin, 30 martie, Iași.
2017 - Cel mai bun broker de retail - premiu special acordat de Bursa de Valori București.
2017 - Se lansează primul agregator de ETF-uri internaționale Ulise.ro.
2013 - Se lansează Startrade INTL, prin care se pot tranzacționa acțiuni la bursele din SUA, Canada și zona Euro.
2012 - Aduc acțiunile americane la tranzacționare pe BVB. Apple: investitorii români au fost martorii unor evenimente importante din istoria companiei - lansare iPhone5, lansare iPad Mini, iPadAir si Apple Watch. Facebook a putut fi tranzacționat la București, cu TradeVille în calitate de Marketmaker.
2009 - Noul nivel Vanguard - rebranding. TradeVille devine cel mai activ intermediar pe piața Sibex.
2008 - Vanguard ajunge la 5.000 de clienți.
2007 - Primul broker reglementat care oferă acces pe piețele internaționale prin CFD-uri pe Forex.
2001 - Prima aplicație WAP, urmata de WebMobile (2005), iOS (2010), Android (2010), Windows 8 (2012).
1999 - Lansarea Startrade, primul serviciu romanesc de tranzacționare online a acțiunilor.
1996 - Prima tranzacție pe Rasdaq efectuata de Vanguard.

### ETF-URI.ro
Platforma etf-uri.ro, lansată de TradeVille, este un agregator de idei investiționale, prezentate dintr-o perspectivă complet nouă, menită să facă mai ușor de înțeles și de acceptat investițiile financiare. Catalogul de fonduri disponibil pe etf-uri.ro este unul vast, acestea fiind administrate de membri ai unor grupuri financiare de încredere: Deutsche Bank, Vanguard, BlackRock, J.P. Morgan, etc.

### Informații și certificări
TradeVille, în calitatea de cofondator al Bursei de Valori București, are la bază un portofoliu comprehensiv de reglementări și autorizări legale, menite să ateste recunoașterea valorii și bonității financiare și investiționale a companiei.
- Decizie CNVM D 995/21.06.2002 (autorizare, majorare capital social)
- Capital social (D 995/2002): 470,000 lei
- Decizie CNVM 2225/15.07.2003 - autorizare SSIF
- Decizie CNVM 1688/17.09.2007 (modificarea obiectului de activitate)
- Decizie CNVM 375/11.03.2009 (schimbare denumire)
- Autorizație ASF 2/08.01.2018 (înființare Agenție Brașov)
- Autorizație ASF 166/11.06.2018 (sediu social societate)
- Autorizație ASF 126/18.10.2019 (actualizare obiect de activitate)

### Situații financiare[30]
| An   | Total venituri (RON) |
| 2023 | 51,618,511           |
| 2022 | 37,903,489           |
| 2021 | 36,459,661           |
| 2020 | 32,871,280           |
| 2019 | 14,479,074           |
| 2018 | 10,637,319           |
| 2017 | 9,022,911            |
| 2016 | 10,520,039           |
| 2015 | 9,756,833            |
| 2014 | 11,087,372           |
| 2013 | 9,172,517            |
| 2012 | 9,352,097            |
| 2011 | 9,631,556            |
| 2010 | 11,203,586           |

### Servicii oferite de TradeVille
TradeVille oferă o gamă variată de servicii și produse, acestea fiind menite să îmbunătățească și să eficientizeze accesul și experiența investitorilor în piața de capital.
Subcont Simplu: oferă posibilitarea construirii unor portofolii cu diferite abordări (risc crescut, defensiv, piețe internaționale, etc) sau obiective financiare (vacanță de vis, pensie, achiziția unei locuințe, educația copilului, etc).
Subcontul cu Parolă: facilitatea oferită de TradeVille, care permite deținătorului unui cont de tranzacționare să aloce o parte din bani unei persoane de încredere, pentru a investi.
Subcontul cu Parolă pentru copil: oferă posibilitatea deschiderii unui subcont de tranzacționare, care permite administrarea contului copilului, cu acces controlat.
Investițiile recurente: oferă posibilitatea de a stabili ordine recurente (zilnic, săptămânal, lunar). Clienții pot seta suma dorită și pot alege dintr-o gamă largă de instrumente tranzacționabile.
Serviciul de consultanță de investiții: TradeVille facilitează accesul la serviciul de consultanță de investiții, oferind servicii de specialitate cu scopul de a-i ajuta să își gestioneze finanțele pentru a obține rezultatele dorite.
Academia de piață de capital: program de training, susținut de o bursă (în valoare de 1000 euro), care le oferă studenților oportunitatea de a învăța despre piața de capital de la cel mai cunoscut broker din piața de capital românească. Experiența asta se poate transforma în primul pas din cariera acestora.
Transferuri gratuite pentru instrumente din SUA: eliminarea comisionului de transfer-in pentru toate instrumentele SUA. 
Parteneriate cu ViewTrade Securities: broker autorizat SEC (Securities and Exchange Commission), membru al FINRA (Financial Industry Regulatory Authority) și SIPC (Securities Investor Protection Corporation), care are rolul de a garanta investițiile în instrumente americane. 
Tranzacțiile se vor executa prin ViewTrade Securities și vor fi decontate de Apex Clearing Corporation, care este membru compensator la SIPC. Activele se află în contul global deschis la Apex Clearing Corporation și sunt garantate de SIPC, în cazul în care Apex ar avea dificultăți financiare. Fondurile bănești necesare decontării vor fi ținute în BMO Bank, bancă autorizată SUA.  

### Comisionare TradeVille
Comisionul TradeVille “ALL-INCLUSIVE“ este probabil unul din cele mai scăzute comisioane aplicabile clienților români. Un comision – 12 beneficii:
1. Cel mai bun preț de execuție a ordinelor TradeVille optează pentru o politică de transparență totală și de aceea a ales să pună ordinele direct în piață - în acest fel, clientul primește cel mai bun preț de execuție al pieței.
2. Acces la taxe scăzute  Având sediul în România, clienții beneficiază de impozit scăzut, de 1% pe câștigul obținut din vânzarea deținerilor de peste 1 an (3% pentru dețineri sub 1 an). Pentru dividendele de la companiile din US, TradeVille este autorizat de IRS să aplice impozitarea scăzută de 10% pentru rezidenții RO, în loc de 30% și, după caz, posibilitatea de a beneficia și ca nerezident de o cotă mai scăzută de impozitare, în funcție de statul de rezidență.
3. Procesare taxe  Calcularea, reținerea, plata către ANAF și raportările aferente impozitului pe câștigul din tranzacționare sunt făcute de către TradeVille.
4. Informații, Analize, Newslettere  Clienții primesc zilnic “La Prima Oră“ (știrile zilei de ieri reprocesate dimineața devreme) și “TradeTalk“ (o perspectivă cu umor la închiderea zilei). Clienții care, prin prisma activității de tranzacționare, au nevoie de mai multe informații, primesc și “Trevi I.Q.“ (analiza cu I.Q. pe 3 emitenți și analize tehnice). La aceste materiale lucrează o echipă de 7-10 analiști specializați pe industrii.
5. Rate de schimb valutar  Schimburile valutare EURO-RON-EURO, în intervalul 9-16, se fac la cursul bancilor care au acceptat un spread mai mic de 50 pips. Ca urmare, în acest interval clienții primesc cel mai bun curs valutar disponibil.  Schimburile în alte valute sunt efectuate prin bănci corespondente, care pot reține diferite comisioane.
6. Call Center  Call Center disponibil în intervalul 9-18. Mentenanța Trading International – 18-23. Timp mediu de raspuns sub 1 minut. Persoanele din call center participă la programe de pregătire și sunt testate lunar pentru a putea raspunde corect întrebărilor clienților.
7. Broker Dedicat  Clienții care fac multe tranzacții (Gold si Platinum) au nevoie de mai multe informații - TradeVille pune la dispoziția acestora broker dedicat. Acești brokeri sunt autorizați de către ASF și sunt pregătiți zilnic să înțeleagă evoluțiile pieței.
8. Piețe unificate  Piețele internaționale și BVB sunt disponibile în aceeași platformă; banii circulă în interiorul platformei între piețe. Nu trebuie să urmăriți plățile între bănci și să așteptați pentru decontări - vă puteți muta între piețe cu un singur click.
9. Contribuție la Fondul de Compensare al Investitorilor  Pentru fiecare client, legea prevede o contribuție la Fondul de Compensare a Investitorilor.
10. Cotații live  Clienții au acces la cotații live BVB, UE și SUA fără alte costuri.
11. Trading Central  Clienții au acces la Trading Central - analize tehnice la standarde internaționale, analize fundamentale, cele mai populare instrumente din piață, stiri curatoriate, sentimentul pieței, cele mai ample evoluții din piață (bearish și bullish). Trading Central este una din cele mai premiate companii de analize tehnice și fundamentale din domeniul investițional.
12. Volume de tranzacționare cumulate  TradeVille cumulează volumele de tranzacționare (BVB + piețele internaționale), pentru a mări șansele de a accesa un nivel superior de cont și comisioane scazute.

### Fondul de Compensare a Investitorilor
TradeVille este participant-fondator al Fondului de Compensare a Investitorilor. Scopul Fondului este de a compensa investitorii, in condițiile din Legea 88/2021 privind Fondul de compensare a investitorilor, ale Legii 297/2004 si ale reglementarilor A.S.F., in situația incapacității membrilor Fondului de a returna fondurile bănești si/sau instrumentele financiare datorate sau aparținând investitorilor, care au fost deținute in numele acestora, cu ocazia prestării de servicii de investiții financiare sau de administrare a portofoliilor individuale de investiții.

### Membru AQAI[33](Association of Qualified & Authorised Intermediaries)
AQAI este o organizație prestigioasă, care reunește nume de top din industria financiară, precum JP Morgan, HSBC și Citi. Apartenența la AQAI oferă acces la un cadru de bune practici și permite perfecționarea serviciilor, oferind mereu cele mai bune soluții de investiții.
Adeziunea la AQAI nu face decât să consolideze statutul de Qualified Intermediary, obținut direct de la IRS (Internal Revenue Service) din SUA încă din 2021. Încă de atunci, clienții TradeVille beneficiază deja de impozitarea redusă a dividendelor americane, de la 30% la 10%. TradeVille a fost primul broker român care a oferit acest beneficiu clienților.